# Lipòlisi

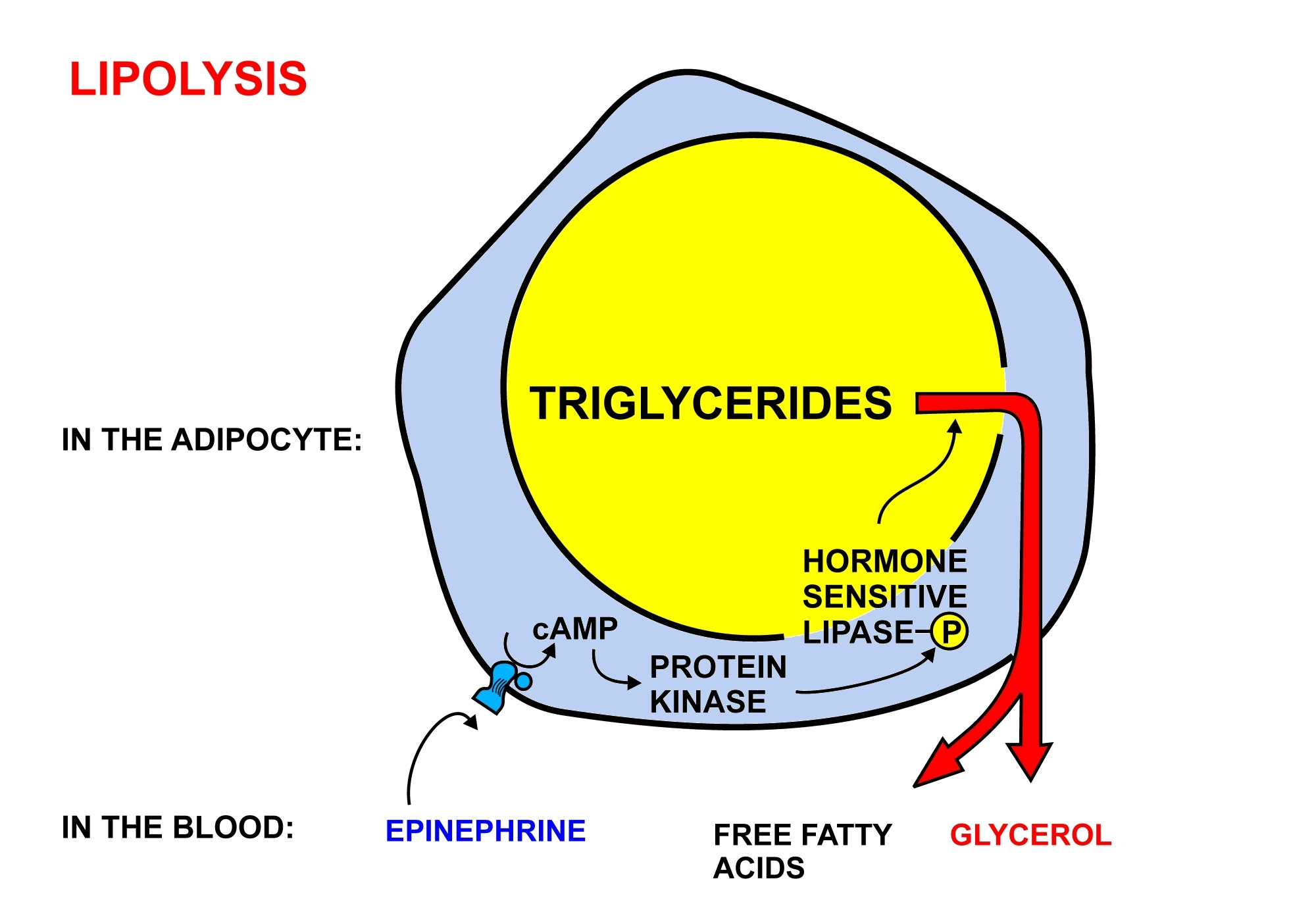
Esquema del procés de lipòlisi (en una cèl·lula adiposa) induïda per un alt nivell d'adrenalina i nivells baixos d'insulina a la sang. Els àcids grassos lliures i el glicerol s'alliberen a la sang.

La lipòlisi és la hidròlisi enzimàtica dels greixos alimentaris per mitjà de l'acció de les lipases pancreàtiques i intestinals.
Es tracta de la reacció de degradació dels lípids per tal de fornir energia. Els lípids complexos, essencialment triglicèrids, són inicialment hidrolitzats en àcids grassos, que són seguidament transformats per una de les vies següents:
1. beta-oxidació: es produeix als mitocondris, i produeix acetil-coenzim A al nivell de l'hèlix de Lynen. En presència d'oxigen, l'acetil-coenzim A és integrat al cicle de Krebs i produeix CO2 i energia en forma d'ATP, així com coenzims reduïts. La beta-oxidació també pot produir-se al peroxisoma, i produeix ATP i calor.
2. cetogènesi: Al fetge en període de dejú (+ de 18 h), el cicle de Krebs ja no funciona car és desviat per a produir glucosa per gluconeogènesis. La beta-oxidació dels àcids grassos, únics substrats energètics del fetge, provoca aleshores l'acumulació de l'acetil-coenzim A dins les cèl·lules hepàtiques. L'acetil-coenzim A és doncs transformat en cossos cetònics que són exportats a la sang per a ser utilitzats com a substituts de la glucosa (cor/cèl·lules nerviosos). En cas d'excés, són evacuats per l'orina o s'evaporen pels pulmons, provocant un alè ranci.